# Уресино
Уресино (яп. 嬉野市 Урэсино-си) — город в Японии, находящийся в префектуре Сага. Площадь города составляет 126,51 км², население — 27 653 человека (1 августа 2014), плотность населения — 218,58 чел./км².

## Географическое положение
Город расположен на острове Кюсю в префектуре Сага региона Кюсю. С ним граничат города Такео, Касима, Омура и посёлки Сироиси, Хигасисоноги, Каватана, Хасами.

## Население
Население города составляет 27 653 человека (1 августа 2014), а плотность — 218,58 чел./км². Изменение численности населения с 1980 по 2005 годы:
| 1980 | 32 759 чел. |  |
| 1985 | 32 983 чел. |  |
| 1990 | 32 421 чел. |  |
| 1995 | 32 389 чел. |  |
| 2000 | 31 324 чел. |  |
| 2005 | 30 392 чел. |  |

## Символика
Деревом города считается чай, цветком — цветок сакуры.